# Tom Steyer
Tom Steyer, właśc. Thomas Fahr Steyer (ur. 27 czerwca 1957 w Nowym Jorku) – amerykański przedsiębiorca, miliarder, filantrop, aktywista ekologiczny i działacz społeczny związany z Partią Demokratyczną; założyciel funduszu hedgingowego Farallon Capital, organizacji charytatywnej Tomkat Charitable Trust i ekopolitycznej grupy interesu NextGen America.

## Życiorys
Thomas Fahr Steyer urodził się 27 czerwca 1957 w Nowym Jorku. Jego matka Marnie Steyer była dziennikarką i nauczycielką. Jego ojciec był prawnikiem i jednym z prokuratorów w procesach norymberskich.
Tom Steyer studiował na Uniwersytecie Yale, gdzie był kapitanem drużyny piłki nożnej, a w 1979 zdobył tytuł zawodowy Bachelor’s degree. Następnie zdobył tytuł Master of Business Administration na Uniwersytecie Stanforda.
W 1986 przeprowadził się do San Francisco, gdzie założył fundusz hedgingowy o nazwie Farallon Capital Management LLC. W szczytowym momencie firma inwestowała 36 miliardów dolarów amerykańskich.
Po 2000 wspierał różne akcje na rzecz ekologii i wybranych kandydatów Partii Demokratycznej w różnych wyborach, takich jak John Kerry, Hillary Clinton, Barack Obama i Kevin de León W samym 2016 przeznaczył na podobne cele 65 milionów dolarów amerykańskich.
W 2009 założył organizację charytatywną Tomkat Charitable Trust.
W 2010 on i jego żona Kat Taylor podpisali deklarację The Giving Pledge, zobowiązując się w ten sposób do oddawania większości swoich dochodów na cele charytatywne. W tym samym roku razem z byłym sekretarzem stanu w gabinecie prezydenta Ronalda Reagana, George’em P. Shultzem, protestował przeciwko Kalifornijskiej Poprawce 23. Była to ustawa, która wycofywała ustawę z 2006, wymuszającą redukcję emisji gazów cieplarnianych.
W 2012 ustąpił ze stanowiska w zarządzie Farallon Capital. W wywiadzie dla The Wall Street Journal powiedział, że zamierza się bardziej poświęcić dla społeczności. Zapowiedział między innymi działania na rzecz rozwoju zrównoważonej energii. On i jego żona przeznaczyli dziesiątki milionów dolarów amerykańskich dla absolwentów Uniwersytetu Stanforda i Yale na badania nad zrównoważoną energią.
W 2013 założył ekopolityczną grupę interesu NextGen America. Organizacja wspiera wysiłki na rzecz walki z globalnym ociepleniem, mobilizacji młodych ludzi do rejestrowania się jako wyborcy i wspierania wybranych kandydatów w różnych wyborach.
W 2017 rozpoczął kampanię na rzecz impeachmentu prezydenta Stanów Zjednoczonych Donalda Trumpa Need to Impeach. Przeznaczył na nią 10 milionów dolarów amerykańskich. Następnie rozpoczął kampanię przeciwko reformie podatkowej prezydenta i również przeznaczył na nią 10 milionów dolarów.
Rozważał kandydaturę w 2016 na senatora z Kalifornii i w 2018 na gubernatora Kalifornii. W 2019 rozpoczął kampanię wyborczą w ramach prawyborów prezydenckich Partii Demokratycznej. Pomimo wydania 253 mln dolarów amerykańskich na kampanię wyborczą, nie udało mu się ani pozyskać delegatów, ani ponad 4% głosów w wyborach powszechnych we wczesnych prawyborach w Iowa, New Hampshire, Nevadzie i Karolinie Południowej. 29 lutego 2020 ogłosił rezygnację z dalszej kampanii, tłumacząc, że nie widzi drogi do zwycięstwa.

## Majątek
W 2019 Forbes oszacował jego majątek na 1,6 miliarda dolarów amerykańskich.
Według jego oświadczenia finansowego z 2019, sporządzonego w ramach kampanii wyborczej w prawyborach prezydenckich Partii Demokratycznej, od 2009 do 2017 zarobił 1,2 miliarda dolarów amerykańskich. Głównym źródłem jego dochodu były instrumenty kapitałowe, na których zarobił 762 miliony dolarów. W tym czasie zarobił również 168 milionów dolarów na wynajmie nieruchomości, tantiemach, partnerstwach, S-korporacjach i powiernictwie.

## Życie prywatne
Należy do Kościoła Episkopalnego.
Jest żonaty z Kat Taylor. Razem mieszkają w San Francisco i mają czwórkę dorosłych dzieci.